# Jimmy Durmaz
Jakup Jimmy Durmaz (Örebro, 22 de marzo de 1989) es un futbolista sueco que juega en la posición de centrocampista en el Etimesgut Belediyespor de la TFF Tercera División.

## Clubes
| Club                            | País    | Año       |
| ------------------------------- | ------- | --------- |
| BK Forward                      | Suecia  | 2005-2008 |
| Malmö FF                        | Suecia  | 2008-2012 |
| Gençlerbirliği S. K.            | Turquía | 2012-2014 |
| Olympiacos F. C.                | Grecia  | 2014-2016 |
| Toulouse F. C.                  | Francia | 2016-2019 |
| Galatasaray S. K.               | Turquía | 2019-2021 |
| Fatih Karagümrük S. K. (cedido) | Turquía | 2020-2021 |
| Fatih Karagümrük S. K.          | Turquía | 2021-2022 |
| AIK Estocolmo                   | Suecia  | 2023-2024 |
| Gençlerbirliği S. K.            | Turquía | 2024      |
| Etimesgut Belediyespor          | Turquía | 2025-     |

## Palmarés

### Títulos nacionales
| Título               | Club              | País    | Año  |
| -------------------- | ----------------- | ------- | ---- |
| Allsvenskan          | Malmö FF          | Suecia  | 2010 |
| Superliga de Grecia  | Olympiacos F. C.  | Grecia  | 2015 |
| Copa de Grecia       | Olympiacos F. C.  | Grecia  | 2015 |
| Superliga de Grecia  | Olympiacos F. C.  | Grecia  | 2016 |
| Supercopa de Turquía | Galatasaray S. K. | Turquía | 2019 |